# 小野成綱
小野 成綱（おの なりつな）は、平安時代後期から鎌倉時代初期の武将。横山党。

## 経歴
治承・寿永の乱で戦功を挙げ、西国に所領を得る。阿波麻殖保の地頭職の時、文治4年（1188年）3月、保司平康頼から年貢の抑留を訴えられた。同5年、奥州合戦に加わったのち、鎌倉で随兵や流鏑馬の的立役などを務めた。建久5年（1194年）源頼朝の上洛に従ったのち、その帰路で尾張国守護として萱津宿で雑事を務めた。『吾妻鏡』の建暦元年（1211年）6月21日の記述「故野三刑部丞成綱」からそれ以前に死去していることが分かる。